# Kościół św. Marcina w Chlewie
Kościół świętego Marcina w Chlewie – rzymskokatolicki kościół parafialny należący do parafii pod tym samym wezwaniem (dekanat Grabów diecezji kaliskiej).
Jest to świątynia wzniesiona w 1651 roku. Ufundowana została przez Stanisława Kobierzyckiego. W 1794 roku została rozbudowana o wieżę. W latach 1981 – 84 i 1992 roku była restaurowana.
Budowla jest drewniana, jednonawowa,  wzniesiona została w konstrukcji zrębowej. Świątynia jest  orientowana.  Jej prezbiterium jest mniejsze w stosunku do nawy, zamknięte jest trójbocznie, z boku jest umieszczona zakrystia. Od frontu znajduje się wieża mieszcząca kruchtę w przyziemiu. Nakrywa ją gontowy dach namiotowy. Kościół nakryty jest dachem dwukalenicowym, pokrytym gontem z szerokim okapem i z sześciokątną wieżyczką na sygnaturkę. Wieżyczkę zwieńcza blaszany cebulasty dach hełmowy z latarnią. Wnętrze nakryte jest stropami płaskimi z listwami. Na  belce tęczowej  są umieszczone późno gotyckie  figury i krucyfiks wykonany na początku XVI wieku. Chór muzyczny jest podparty czterema kolumnami i charakteryzuje się parapetem z prostokątną wystawką w części centralnej. Na chórze znajduje się prospekt organowy. Ołtarz główny reprezentuje  styl barokowy, ołtarze boczne powstały w  stylu rokokowym, zostały wykonane w XVIII wieku. Duży krucyfiks jest ozdobiony datą „1653”. Chrzcielnica w stylu barokowym w formie drzewa rajskiego z wężem pochodzi z 2 połowy XVIII wieku. Konfesjonał powstał w XVIII wieku.